# Emily Davenport
Emily Goss Davenport (Brandon, Estados Unidos, 29 de abril de 1810 - ibidem 5 de octubre de 1862) fue una inventora estadounidense de la localidad de Brandon en el estado de Vermont, Estados Unidos. Junto a su marido, Thomas Davenport, inventó el primer motor eléctrico estadounidense de corriente continua y una locomotora eléctrica alrededor del año 1834.
A lo largo del proceso de invención, Emily tomó notas detalladamente y contribuyó de forma activa en el proceso. Debido a la necesidad de aislar el núcleo de hierro del motor, Davenport cortó su vestido de novia de seda en tiras y con ellas aisló las bobinas de alambre. A ella también se le atribuye la idea de usar mercurio como un conductor, permitiendo el primer funcionamiento del motor.